# Лефевр, Таннеги
Таннеги́ Лефе́вр (фр. Tanneguy Lefebvre, лат. Tanaquillus Faber; 1615, Кан — 12 сентября 1672, Сомюр) — французский филолог-классик и гуманист. Отец филолога и переводчицы Анны Дасье (1654—1720).

## Биография
Учился в Париже. Кардиналом Ришельё был назначен инспектором по делам печати в Лувре. После смерти своего покровителя в 1642 г. Лефевр покидает Париж, а затем и переходит в протестантизм.
В 1651—1671 годах Лефевр преподавал классическую филологию в Сомюре, пользуясь большим авторитетом, однако затем поссорился с церковным начальством, которое находит моральную оценку Лефевром ряда античных авторов (особенно Сафо) излишне терпимой, и оставил должность профессора, а вскоре внезапно умер.

## Труды
Среди подготовленных Лефевром изданий — труды Анакреона, Вергилия, Горация, Лукреция, Лукиана, Теренция, Федра и других.
Основные труды Лефевра:
- «Критические письма» (лат. Epistolae Criticae, 1659),
- «Жизнь поэтов Греции» (фр. Les Vies des poètes Grecs, 1665),
- дважды переизданное и переведённое на английский язык сочинение «Méthode pour commencer les humanités Grecques et latines».